# Wacław Bębnowski
Wacław Bębnowski (ur. 15 lipca 1865 w Dubieńcu w powiecie Połockim, zm. 26 maja 1945 w Aleksandrowie Kujawskim) – polski rzeźbiarz przełomu XIX i XX w.

## Dzieciństwo
Był najmłodszym z czworga dzieci Aleksandra i Franciszki z Korsaków. Cechowało go słabe zdrowie. Z tego powodu swoją edukację zaczął późno, a początkowo uczono go w domu. Bardzo wcześnie zaczął zdradzać zdolności plastyczne, bardzo lubił lepić figurki ludzi z ugniecionego miąższu chleba. Bardzo duży wpływ na drogę życiową młodego Wacława miały zażyłe stosunki z rodziną Chruckich z pobliskich Zacharnicz. Jan Chrucki, członek Petersburgskiej Akademii Sztuk Pięknych, był znanym podówczas na Wileńszczyźnie portrecistą. Dzięki niemu miał kontakt z ówczesną dojrzałą sztuką. Dzięki radom starego artysty rodzice zdecydowali się na dalsze artystyczne studia syna.
Początkowo podjął studia w Szkole Malarstwa i Rzeźby w Moskwie. W domu rodzinnym Bębnowskich dzieci wychowywane były w duchu patriotycznym, stąd stolica zaborcy nie była sprzyjająca dla młodzieńca. W 1888 r. artysta przenosi się do Krakowa. Tam podejmuje studia w Szkole Sztuk Pięknych kierowanej przez Jana Matejkę.

## Okres krakowski i warszawski

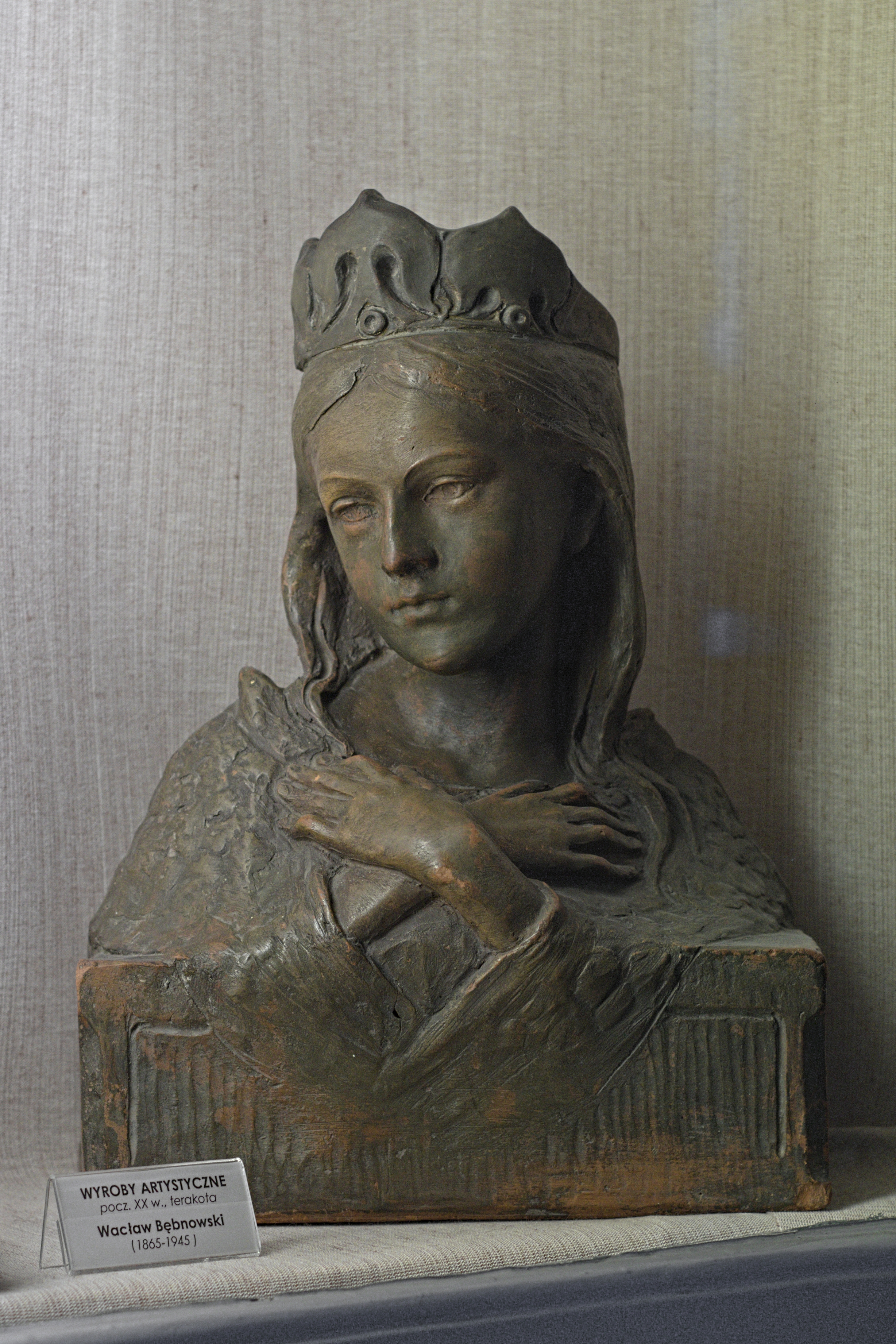
Wacław Bębnowski, Święta Jadwiga Królowa, popiersie z terakoty, zbiory Muzeum Porcelany w Wałbrzychu

Wacław w Krakowie rozpoczyna swoją twórczość, organizuje pierwsze wystawy. Tutaj poznaje swoją przyszłą żonę Zofię Górecką córkę majstra garncarskiego. W 1898 r. żeni się i przenosi do Warszawy. Początkowo wystawia swoje prace wspólnie z Budzińskim w Zachęcie. Później już samotnie kontynuuje swoje prace i wystawy. Z tamtego okresu pochodzą jego rzeźby: Malarstwo, Aza, Głowa Madonny, Chrystus. W tym okresie wykonuje także szereg medali z podobizną znanych Polaków dla firmy Braci Łopieńskich.
W tym czasie podejmuje współpracę ze znanym artystą specjalizującym się w rzeźbie architektonicznej Zygmuntem Otto. Wykonuje z nim wspólnie wystrój i elewacje nowego gmachu Zachęty.
Podczas wizyty w Paryżu poznaje bogatego ziemianina z Kujaw Leona Wodzińskiego, który zatrudnia go przy renowacji zabytkowego kościoła św. Jana Chrzciciela w Służewie. Artysta przenosi się do Służewa, gdzie zamieszkuje już do końca swoich dni.

## Okres służewski
Ogrom prac związany z przebudową świątyni był na tyle długi, iż młodzi małżonkowie zaaklimatyzowali się na Kujawach i osiedli na stałe. Początkowo mieszkali w pałacu Wodzińskich (obecnie nieistniejący pozostał jedynie zabytkowy park), gdzie artysta miał swoją pracownię. Glinę potrzebną do prac dostarczono z pobliskiego jeziora Goszczewskiego.
Bębnowski wykonał w kościele zdobienie ołtarza, chrzcielnicy, loży kolatorskiej, chóru i ambonę. Na szczególną  uwagę zasługuje chrzcielnica przedstawiająca scenę wypędzenia z raju. W rzeźbionych postaciach twórca utrwalał twarze miejscowych ludzi np. w piecie do postaci Marii pozowała pokojówka z pałacu Wodzińskich Wiktoria Kostecka a do postaci Chrystusa stajenny Franciszek Kozłowski.
Oprócz tworzenia wystroju Służewskiej świątyni Bębnowski zajmował się także sztuką użytkową. Wspólnie ze swoim mecenasem Leonem Wodzińskim otworzyli w 1903 r. wytwórnię ceramiki. Artysta projektował różnego rodzaju przedmioty, które później wykonywano w wytwórni.

## Okres aleksandrowski
W 1905 r. artysta nabył od Wodzińskich  dom (wcześniej pełniący rolę karczmy) na obrzeżach Aleksandrowa Kujawskiego, wtedy jeszcze Aleksandrowa Pogranicznego, ukochaną "Dębówkę" gdzie urządził sobie pracownię i mieszkał do końca życia. Taki cichy dom był odwiecznym marzeniem artysty.
W "Dębówce" wykonuje rzeźby do kościoła w Ciechocinku oraz stacje drogi krzyżowej dla świątyni w Nieszawie, Bielawie i Raciążku. Prace te są pokrewne stworzonym dla kościoła w Służewie, ale nie są już nacechowane takim rozmachem.
Wacłąw Bębnowski kochał spokój i ciszę. Nie uczestniczył w głośnym życiu szybko rozwijającego się wtedy Aleksandrowa. Nie dbał o zapewnienie sobie wysokiego standardu ekonomicznego. Swoje prace sprzedawał wśród wielu znajomych i przyjaciół. Stałą sprzedaż prac prowadził Warszawski sklep z pamiątkami "Zofia". Jego żona organizowała coroczne wystawy prac w parku zdrojowym w Ciechocinku, gdzie prace sprzedawane były od ręki. Jego prace były tak pożądane że nawet anonimowy warsztat z Ciechocinka zajmował się kopiowaniem i sprzedażą prac.
W 1914 r. wybuch wojny i śmierć żony wywołały u artysty depresję. Po blisko dwóch latach samotności postanawia powtórnie ożenić się. Ślubuje z Heleną Dunajską pochodzącą z Żyrardowa mieszkanką Aleksandrowa Kujawskiego. Wkrótce rodzi się mu jedyna córka. To wydarzenie zapoczątkowuje krótki ostatni etap jego życia.
Po odzyskaniu niepodległości artysta skupia się na nauce rysunku w Aleksandrowskim gimnazjum. Coraz mniej wystawia, coraz mniejsze jest także zainteresowanie jego pracami. W tym czasie zaczyna się też choroba artysty.
II wojna światowa zastaje mocno już schorowanego Bębnowskiego w Aleksandrowie. Nie tworzy już w tym czasie, nie pozwala mu zdrowie. Utrzymuje się z wyprzedaży co cenniejszych rzeczy w swoim domu.
W 1944 r. po kilkudniowej chorobie na zapalenie płuc umiera jego żona. Niedługo później umiera on sam po długiej chorobie.
Pochowany został na cmentarzu parafialnym w Aleksandrowie Kujawskim.